# Perissandria adornata
Perissandria adornata är en fjärilsart som beskrevs av Corti och Max Wilhelm Karl Draudt 1933. Perissandria adornata ingår i släktet Perissandria och familjen nattflyn. Inga underarter finns listade i Catalogue of Life.